# Herăști, Giurgiu
Herăști este satul de reședință al comunei cu același nume din județul Giurgiu, Muntenia, România.
Potrivit estimărilor, aproximativ 40% dintre locuitori au origini bulgare. În perioada 1910-1920, în sat locuiau 1.500 de bulgari proveniți din satul Hărsovo (regiunea Razgrad), precum și 400 de români. 

## Monumente
- Casa de piatră din Herăști
- Biserica „Sf. Treime” din Herăști